# Centrul Spațial Kennedy
Centrul Spațial John F. Kennedy (John F Kennedy Space Center, prescurtat KSC, inițial NASA Launch Operations Center ) este un cosmodrom american, unul dintre cele zece centre de teren ale NASA. Din decembrie 1968, Centrul Spațial Kennedy a fost principalul centru de lansare a misiunilor NASA cu echipaj uman. Operațiunile de lansare pentru programele Apollo, Skylab și Space Shuttle au fost efectuate de la Compexul de lansare 39 al Centrului Spațial Kennedy. Situat pe coasta de est a Floridei, KSC este înveciant cu Cape Canaveral Air Force Station (CCAFS). 
Deși primele zboruri Apollo, toate zborurile Project Mercury și Project Gemini au decolat de la CCAFS, lansările au fost gestionate de KSC și organizația sa anterioară, Launch Operations Directorate. Începând cu cea de-a patra misiune Gemini, centrul de control NASA din Florida (Mercury Control Center, mai târziu Launch Control Center) a început să predea controlul vehiculelor spațiale către Mission Control Center imediat după ridicare; în misiunile anterioare a avut controlul pe toată durata misiunii.
În plus, centrul gestionează lansarea misiunilor robotizate și comerciale cu echipaj și cercetări privind producția alimentară și utilizarea resurselor in situ pentru explorarea în afara spațiului terestru (In situ resource utilization, ISRU). Începând cu anul 2010, centrul a lucrat pentru a deveni un cosmodrom multiplu prin intermediul parteneriatelor industriale, adăugând chiar și o nouă platformă de lansare (LC-39C) în 2015.
Există aproximativ 700 de instalații și clădiri grupate pe centrul de 580 km2. Printre facilitățile unice de la KSC se numără Centrul de asamblare a navelor spațiale, înalt de 160 de metri, Centrul de control, care efectuează lansările în spațiu, clădirea Operations and Checkout, care găzduiește camerele astronauților, o zonă de fabricare a componentelor navelor spațiale, o pistă de aterizare de 4,8 km și de asemenea, un complex deschis publicului.

## Formare
Armata a efectuat operațiuni de lansare începând cu anul 1949 la ceea ce urma să devină Stația Forțelor Aeriene Cape Canaveral (CCAFS). În decembrie 1959, Departamentul Apărării a transferat 5.000 de salariați și Missile Firing Laboratory către NASA pentru a deveni Launch Operations Directorate în cadrul Centrului de zbor spațial Marshall (George C. Marshall Space Flight Center, MSFC) al NASA.
Obiectivul președintelui John F. Kennedy de realizare a unei aterizări lunare cu echipaj până în 1970 a necesitat o extindere a operațiunilor de lansare. La 1 iulie 1962, Launch Operations Directorate a fost separată de MSFC pentru a deveni Launch Operations Center (LOC). De asemenea, Cape Canaveral a fost inadecvată pentru a găzdui noul proiect de lansare a rachetei Saturn V de 111 m înălțime, cu o forță de 33.000 kN, care urma să fie asamblată vertical într-un hangar și transportată pe o platformă mobilă la una din rampele de lansare. Prin urmare, s-a luat decizia de a construi un nou centru LOC situat în vecinătatea Cape Canaveral pe insula Merritt.
NASA a început achiziționarea de teren în 1962, cumpărând 340 km2 și negociind cu statul Florida pentru încă 230 de km2. Clădirile din zona industrială a KSC au fost proiectate de arhitectul Charles Luckman. Construcția a început în noiembrie 1962, iar Kennedy a vizitat situl de două ori în 1962 și încă o dată cu o săptămână înainte de asasinarea sa la 22 noiembrie 1963.
La 29 noiembrie 1963, președintele Lyndon B. Johnson a acordat centrului numele actual în baza Ordinului Executiv 11129. Ordinul lui Johnson s-a aplicat atât lui Launch Operations Center cât și stației militare Cape Canaveral, ambele redenumite drept Centrul Spațial John F. Kennedy, generând astfel confuzie. Administratorul NASA, James E. Webb, a clarificat situația prin emiterea unei directive care menționa denumirea Centrului Spațial Kennedy aplicată doar la LOC, în timp ce Forțele Aeriene au emis un ordin general de redenumire a locației militare drept Cape Kennedy Air Force Station.

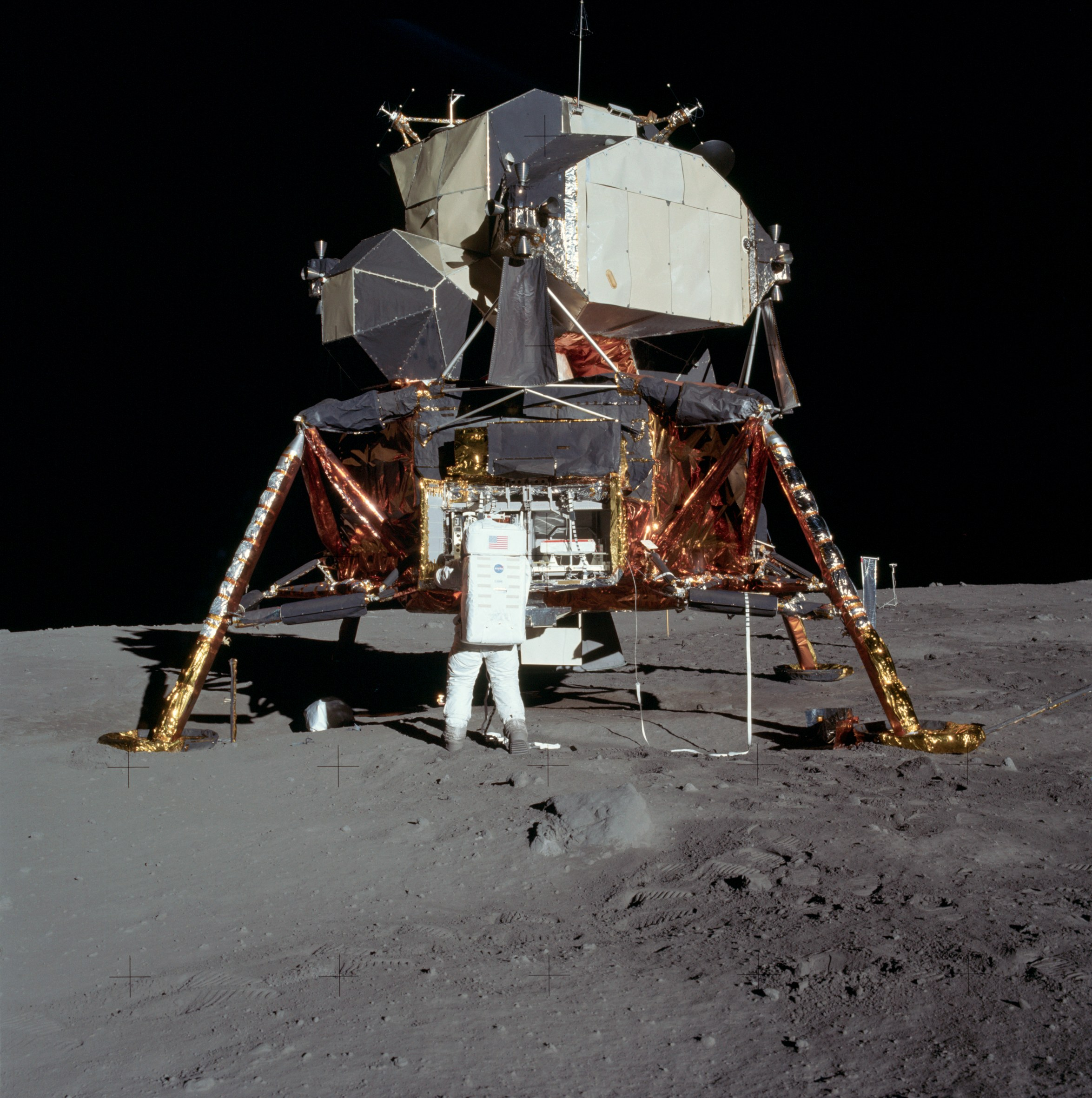
Apollo 11: Modulul Lunar Eagle pe Lună

## Programe istorice

### Programul Apollo
Între 1967 și 1973 au avut loc 13 lansări de rachete Saturn V, incluzând cele zece misiuni Apollo de după Apollo 7. Primul dintre cele două zboruri fără echipaj, Apollo 4, 9 noiembrie 1967, a fost de asemenea prima rachetă lansată de pe KSC. Prima lansare a unei rachete Saturn V cu echipaj pe 21 decembrie 1968 a fost misiunea orbitală lunară Apollo 8. Următoarele două misiuni au testat Modulul lunar: Apollo 9 (orbita Pământului) și Apollo 10 (orbita lunară). Apollo 11, lansată de pe Rampa de lansare A pe 16 iulie 1969, a realizat prima aselenizare pe 20 iulie același an. Programul Apollo s-a finalizat în anul 1972 cu misiunea Apollo 17.

### Skylab
Pe 14 mai 1973, ultima lansare a unei rachete Saturn V de pe Rampa 39A a trimis Stația Spațială Skylab pe orbită. În acest timp, rampele 34 și 27 de la Cape Kennedy utilizate pentru rachetele Saturn IB erau desființate, astfel încât Rampa 39B a fost modificată pentru a se potrivi unui Saturn IB, și utilizată pentru a lansa trei misiuni Skylab cu echipaj în acel an, precum și ultima navă Apollo a Proiectului de testare Apollo–Soyuz în 1975.

### Programul Space Shuttle

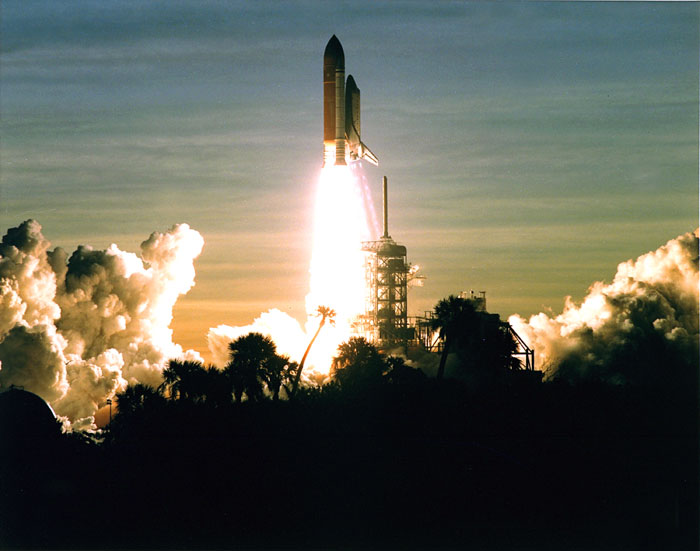
Lansarea Navetei Discovery de pe Rampa 39A, 3 februarie 1994

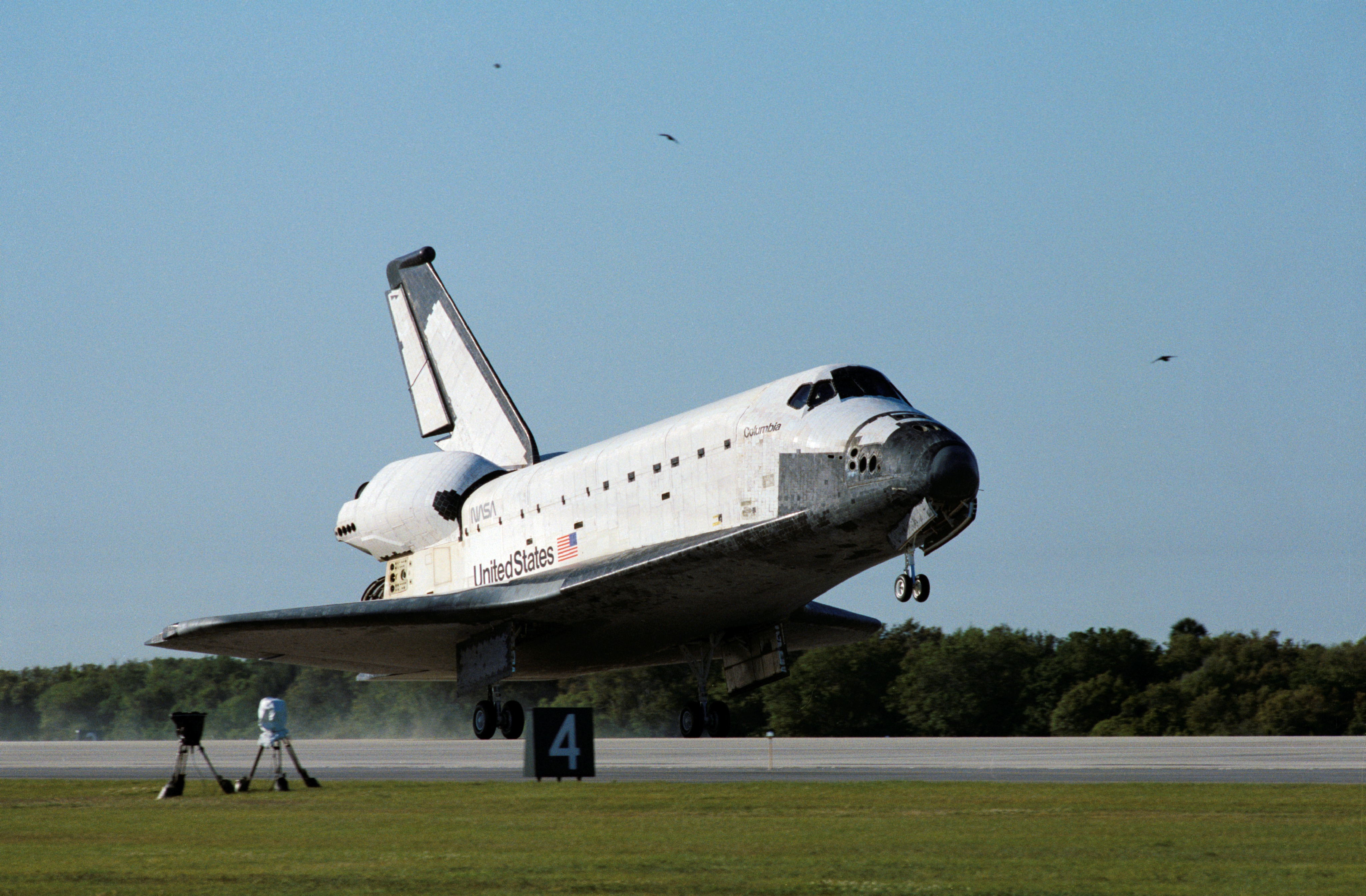
Columbia aterizând la KSC după misiunea STS-62.

Pe măsură ce nava spațială era proiectată, NASA a primit propuneri pentru construirea unor zone alternative de lansare și aterizare în alte locații decât KSC. KSC are avantaje importante, printre care facilitățile existente, localizarea pe Intracoastal Waterway și latitudinea sa sudică, care oferă un surplus de viteză pentru misiunile lansate în zone apropiate de ecuator. Dezavantajele includ: incapacitatea de a lansa în siguranță misiuni militare în zonele polare din moment ce boosterii folosiți ar cădea probabil în Carolina sau Cuba, coroziunea datorată aerului sărat și vremea furtunoasă. Deși s-a luat în calcul construirea unui nou sit la White Sands Missile Range din New Mexico, NASA și-a anunțat decizia în aprilie 1972 de a utiliza KSC pentru Programul Space Shuttle. Deoarece nava nu putea fi aterizată în mod automat sau prin telecomandă, lansarea lui Columbia pe 12 aprilie 1981 pentru prima misiune orbitală STS-1, a fost prima lansare de către NASA a unui vehicul care nu fusese testat în lansări anterioare.
În 1976, zona de parcare din sudul clădirii VAB a fost locul de desfășurare a Third Century America, o expoziție de știință și tehnologie care comemora Bicentenarul SUA. În paralel cu acest eveniment, steagul SUA a fost pictat pe partea sudică a clădirii VAB. La sfârșitul anilor 1970, LC-39 a fost reconfigurat pentru a susține naveta spațială. Două Orbiter Processing Facility au fost construite în apropierea VAB ca hangare, cu o a treia adăugată în anii 1980.
Pista de aterizare (SLF) a KSC a fost locul de aterizare principal, deși prima aterizare la KSC nu a avut loc până la al zecelea zbor, când Challenger a terminat misiunea STS-41-B 11 pe februarie 1984; locul de aterizare de până în acel moment a fost Edwards Air Force Base din California, folosit ulterior ca un loc de aterizare de rezervă. SLF se numără printre cele mai lungi piste de aterizare de pe glob.
După 24 de zboruri de succes, Challenger a explodat la 73 de secunde de la lansare pe 28 ianuarie 1986. Aceasta a fost prima lansare unei navete de la Rampa 39B și primul eșec al unei misiuni cu echipaj a SUA, ucigând cei șapte membri ai echipajului.  Zborurile au fost reluate pe 29 septembrie 1988 cu STS-26, după modificările aduse mai multor aspecte ale Programului Space Shuttle.
La 1 februarie 2003, Columbia a explodat în timpul reintrării în atmosferă deasupra statului Texas, în timpul misiunii STS-107. La fel ca dezastrul Challenger, ancheta și modificările care au rezultat au întrerupt programul de zbor la KSC pentru mai mult de doi ani, până la lansarea STS-114 pe data de 26 iulie 2005.
Programul Space Shuttle a experimentat cinci opriri ale motorului principal la LC-39, toate cu patru secunde înainte de lansare, și o deviere de la orbită, STS-51-F pe 29 iulie 1985. Misiunile desfășurate pe parcursul a aproape 30 de ani au inclus lansarea de sateliți și sonde interplanetare, efectuarea de experimente științifice și tehnologice, vizite la stația spațială rusească MIR și la Stația Spațială Internațională, lasarea și întreținerea Telescopului Spațial Hubble și funcționarea ca un laborator spațial. Programul s-a încheiat în iulie 2011, după 135 de lansări.

## Programe curente și inițiative
Acestea sunt programele și inițiativele curente ale Centrului Spațial Kennedy:
- Commercial Crew Program[20]
- Exploration Ground Systems Program[21]
  - NASA proiectează în prezent următorul vehicul greu de lansare cunoscut sub numele de Space Launch System (SLS) pentru continuarea zborului spațial uman.
  - La data de 5 decembrie 2014, NASA a lansat primul test de zbor fără echipaj al vehiculului de zbor Orion (MPCV), dezvoltat în prezent pentru a facilita explorarea umană a Lunii și a planetei Marte.[22][23]
- Launch Services Program[24]
- Launch Services Program (ELaNa)[25]
- Cercetare și tehnologie[7]
- Transport de provizii către Stația Spațială Internațională[26]

## Directori ai KSC

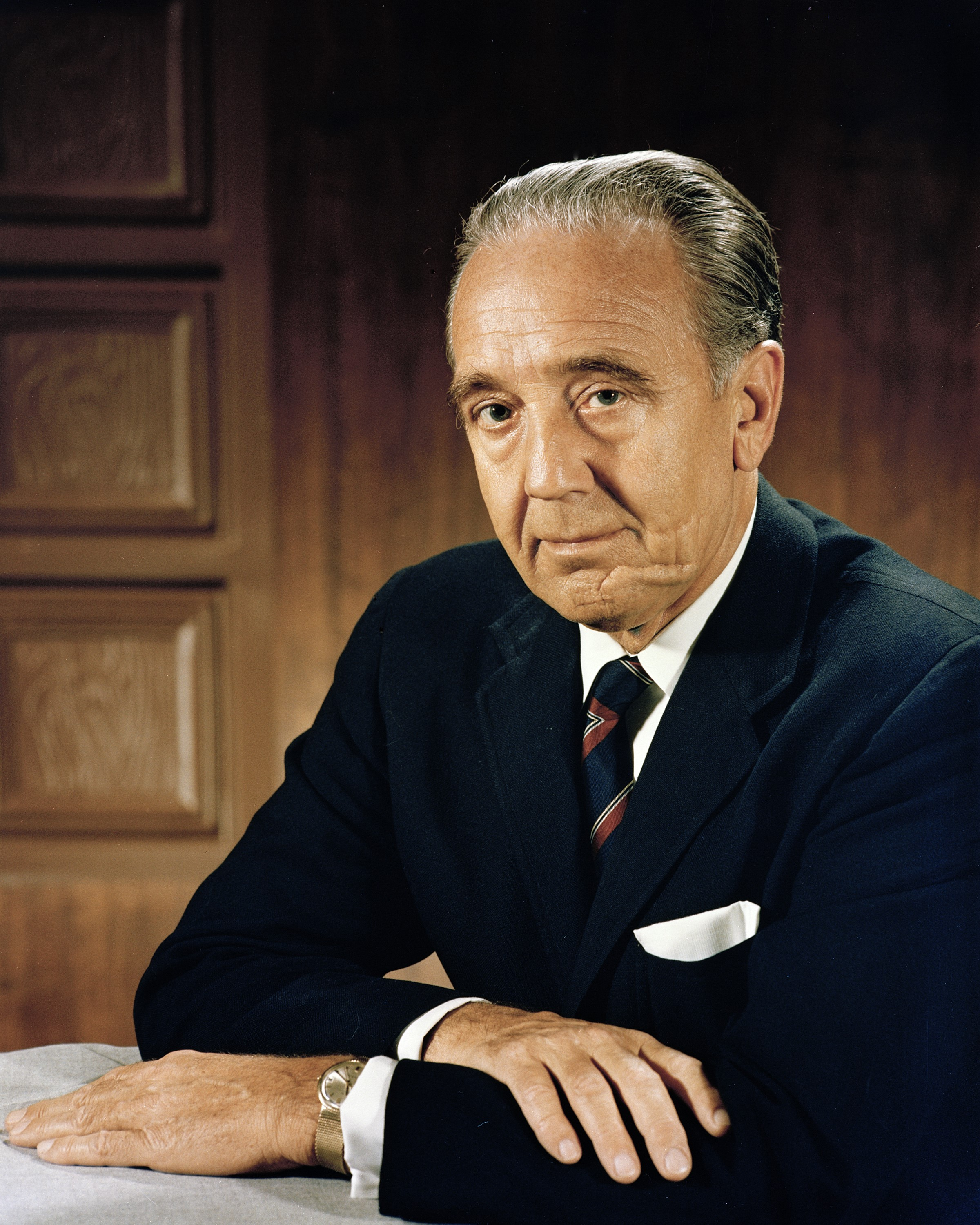
Dr. Kurt Debus, primul director al KSC

De la formarea KSC, zece oficiali ai NASA au servit drept directori, incluzând trei foști astronauți (Crippen, Bridges și Cabana):
| Nume                 | Început de mandat  | Sfârșit de mandat | Referință |
| -------------------- | ------------------ | ----------------- | --------- |
| Dr. Kurt H. Debus    | Iulie 1962         | Noiembrie 1974    | [ 27 ]    |
| Lee R. Scherer       | 19 ianuarie 1975   | 2 septembrie 1979 | [ 28 ]    |
| Richard G. Smith     | 26 septembrie 1979 | 2 august 1986     | [ 29 ]    |
| Forrest S. McCartney | 31 august 1987     | 31 decembrie 1991 | [ 30 ]    |
| Robert Crippen       | Ianuarie 1992      | Ianuarie 1995     | [ 31 ]    |
| Jay F. Honeycutt     | Ianuarie 1995      | 2 martie 1997     | [ 32 ]    |
| Roy D. Bridges, Jr.  | 2 martie 1997      | 9 august 2003     | [ 33 ]    |
| James W. Kennedy     | 9 august 2003      | Ianuarie 2007     | [ 34 ]    |
| William W. Parsons   | Ianuarie 2007      | Octombrie 2008    | [ 35 ]    |
| Robert D. Cabana     | Octombrie 2008     | prezent           | [ 36 ]    |

## Apariții în filme
Pe lângă faptul că este prezentat frecvent în documentare, Centrul Spațial Kennedy a fost portretizat de mai multe ori în filme. Unele studiouri de film au obținut chiar acces și au filmat scene în interiorul Centrului Spațial. Dacă sunt necesare extrasuri în acele scene, angajații sunt recrutați (ei  folosesc timpul personal pe perioada filmărilor). Filme cu scene filmate la KSC includ:
- Moonraker
- SpaceCamp
- Apollo 13
- Contact
- Armageddon[38]
- Space Cowboys
- Swades
- Transformers: Fața ascunsă a Lunii
- Tomorrowland
- Sharknado 3: Oh Hell No!
- First Man

Și unele seriale au avut drept locație de filmare KSC:
- I Dream of Jeannie
- The Cape
- The Astronaut Wives Club

## Galerie

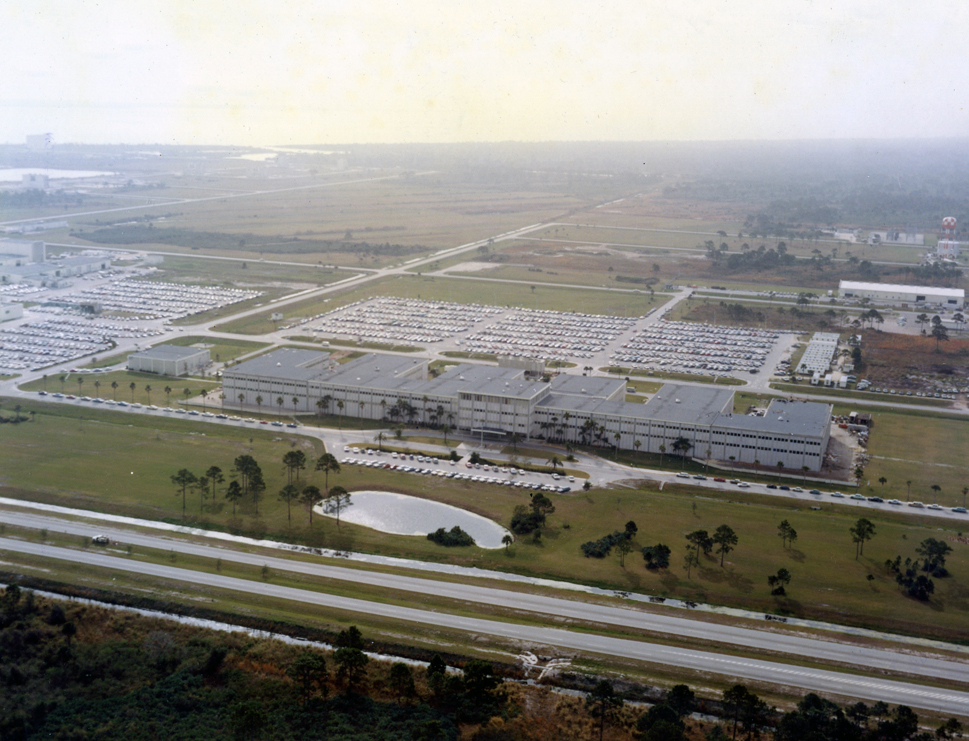
Vedere aeriană dinspre sudul Centrului Spațial Kennedy
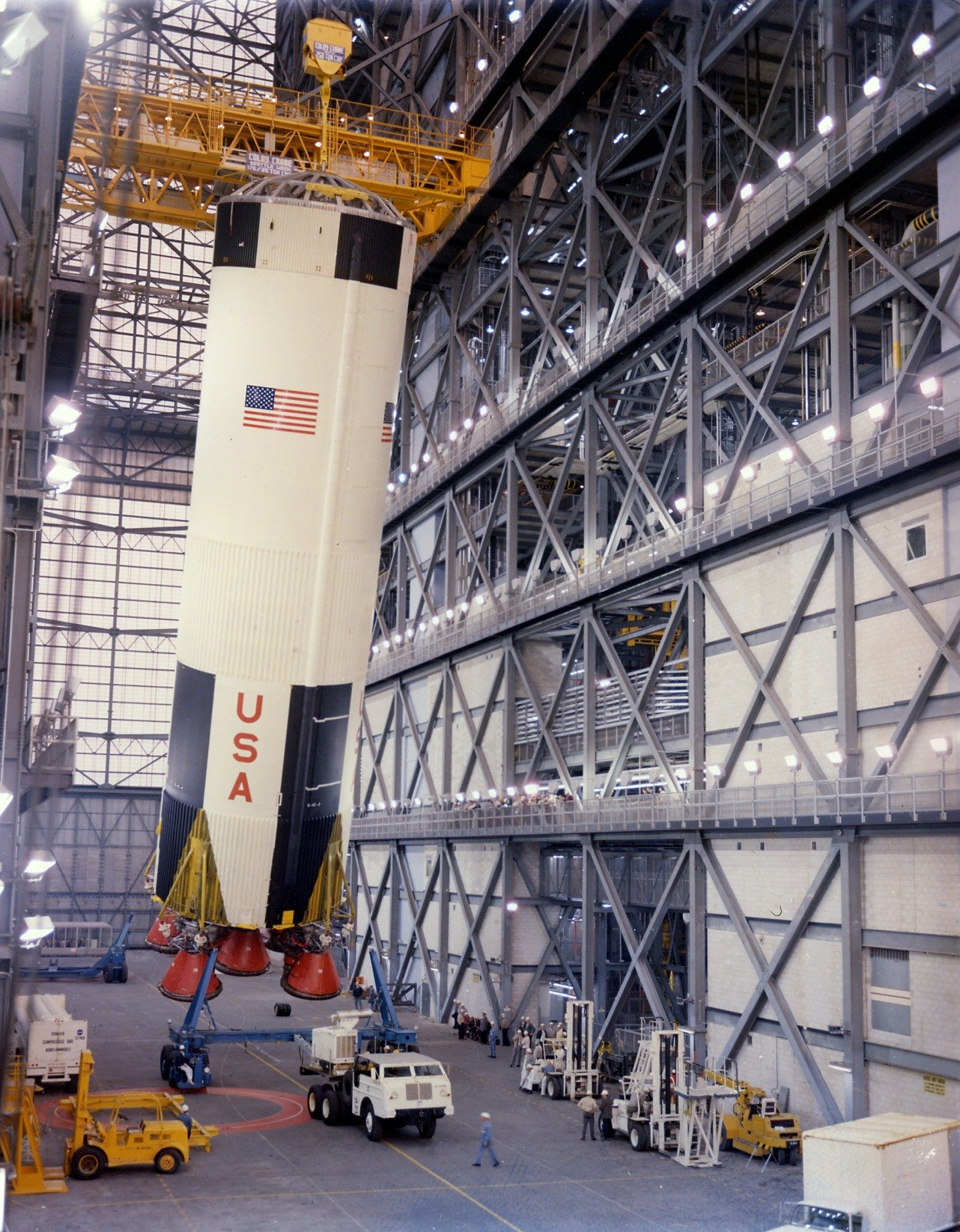
Prima treaptă a lui Apollo 8 Saturn V ridicată în hangarul de asamblare verticală  (1 februarie 1968)
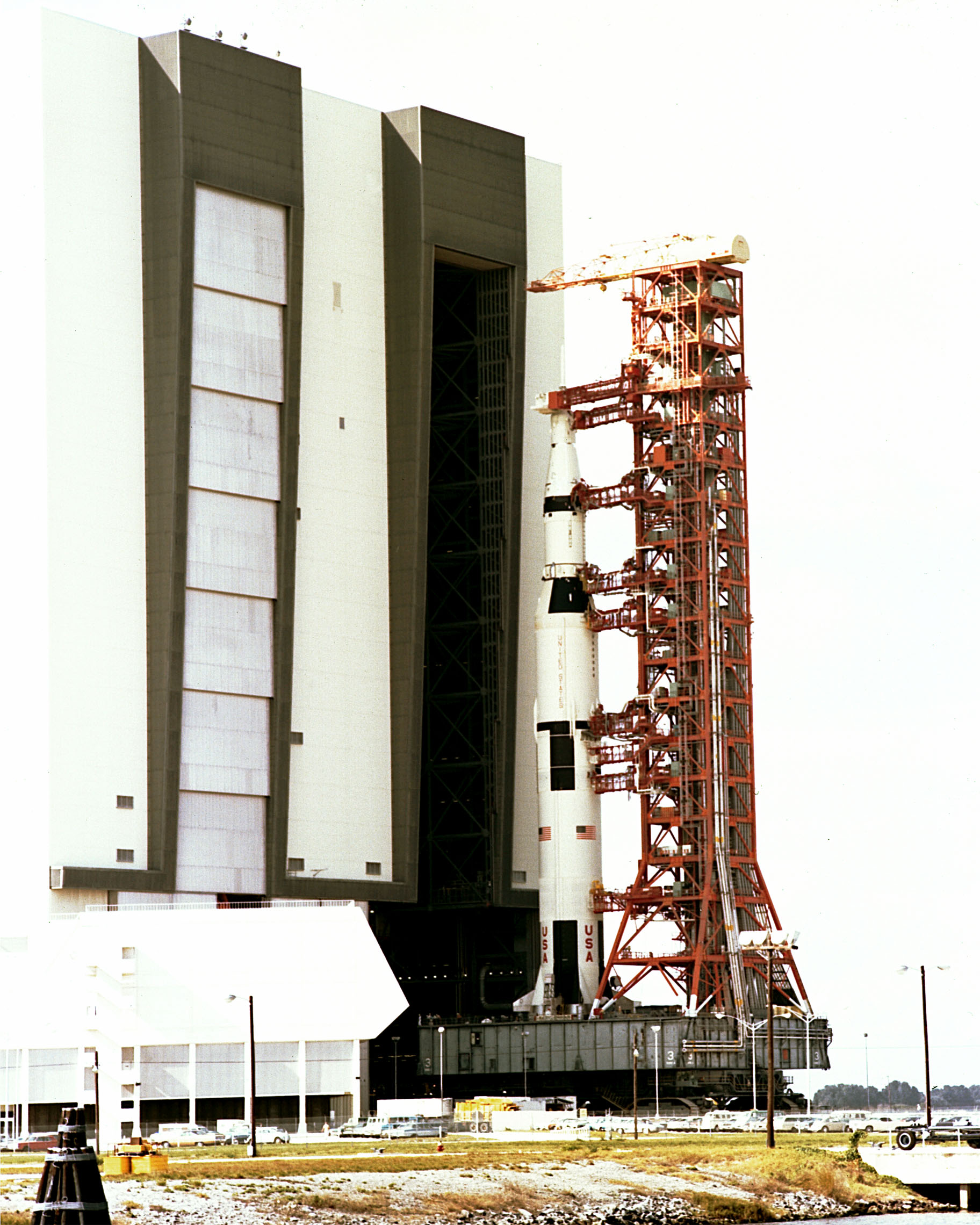
Saturn V (Apollo 16) în timpul transportului spre locul de lansare
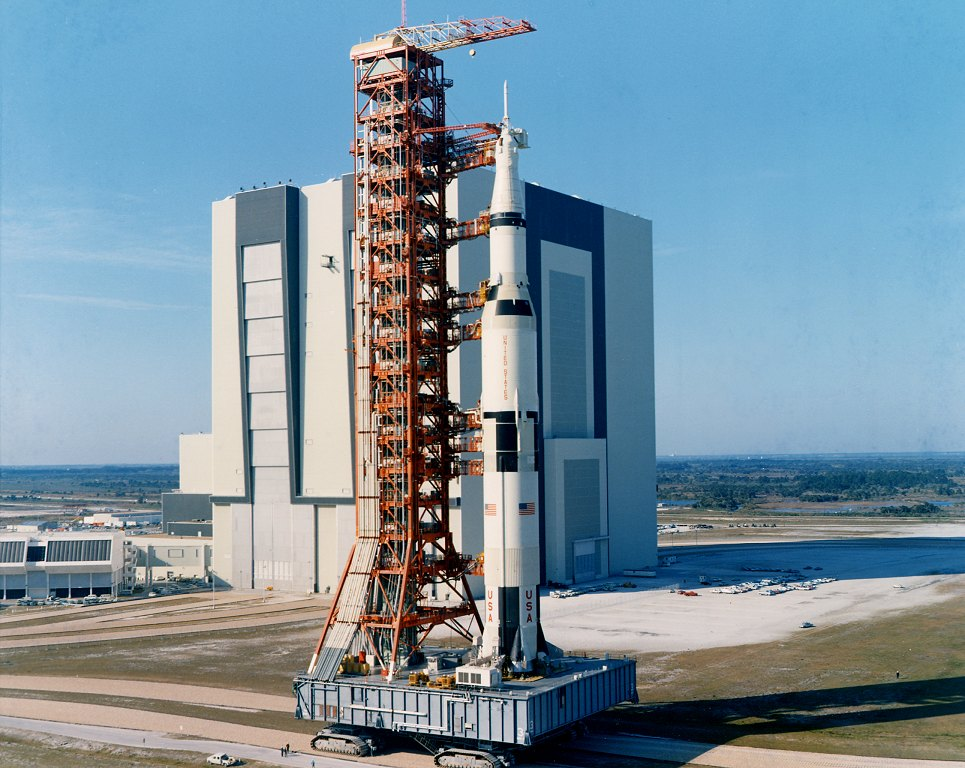
Saturn V (Apollo 10) în timpul transportului spre locul de lansare
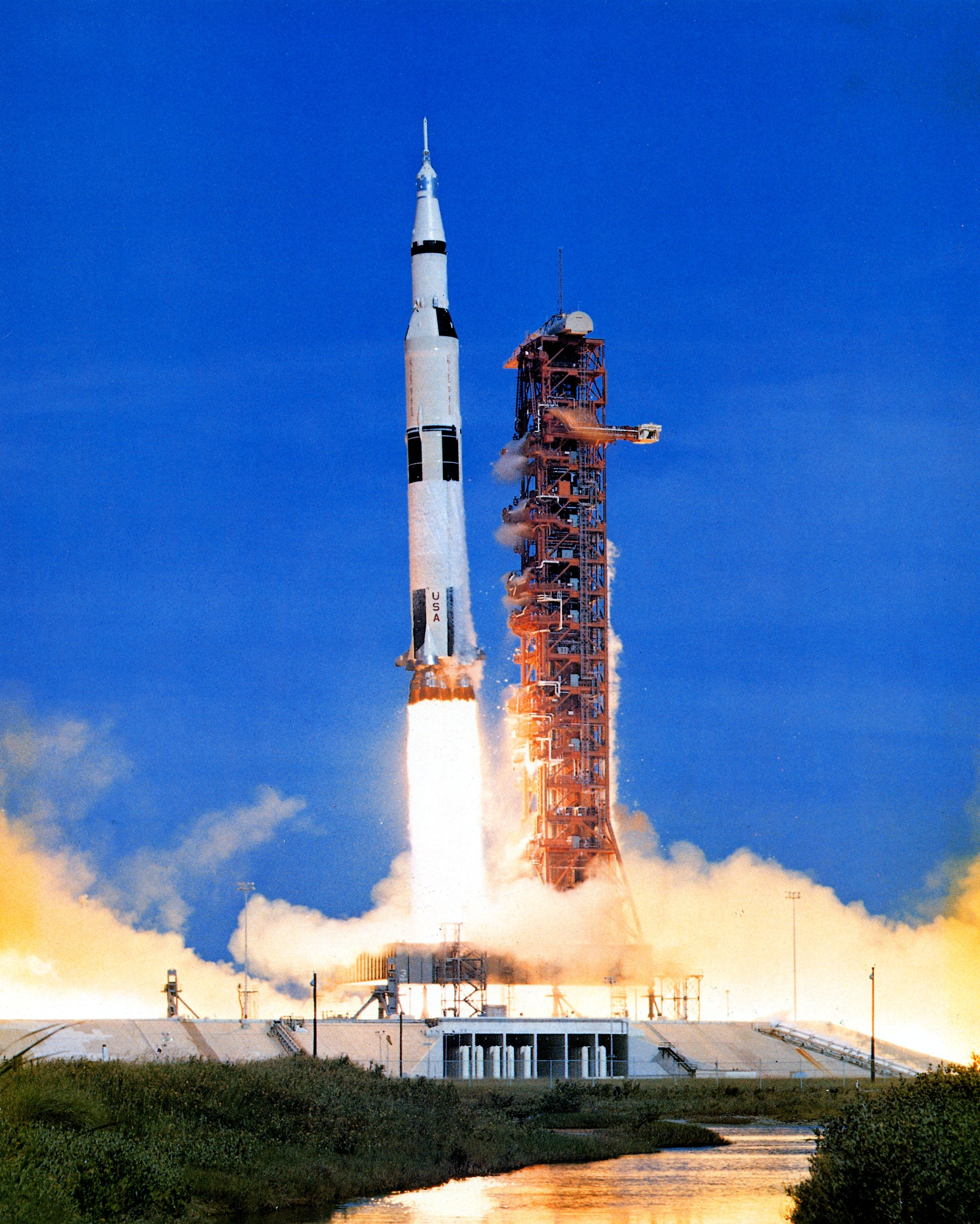
Lansare Apollo 15 pe Saturn V
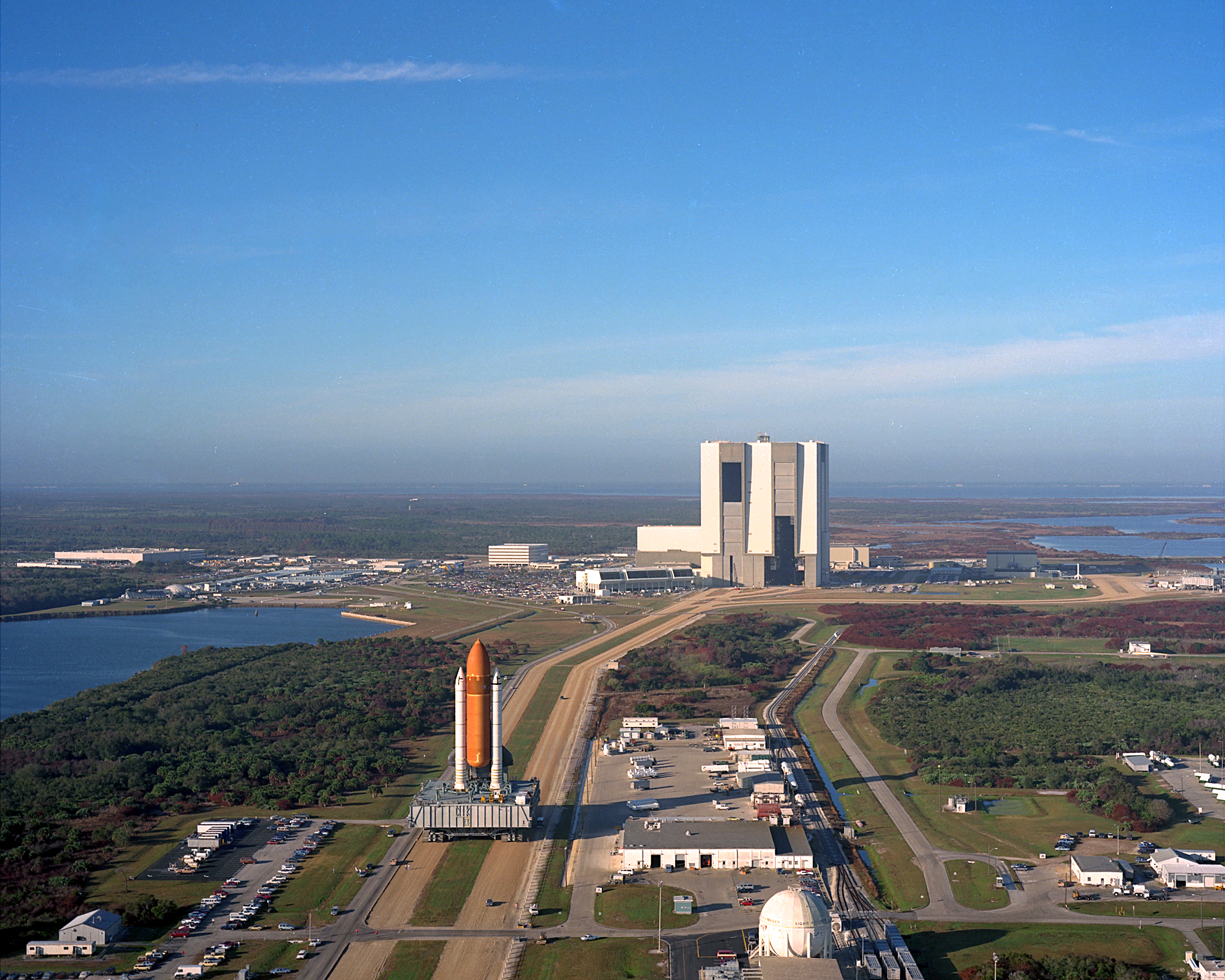
Naveta spațială Atlantis (STS-36) la Centrul Spațial Kennedy